# Vars (Hautes-Alpes)
Vars település Franciaországban, Hautes-Alpes megyében. Lakosainak száma 592 fő (2022. január 1.). Vars Saint-Paul-sur-Ubaye, Ceillac, Crévoux, Guillestre, Risoul és Saint-André-d’Embrun községekkel határos.

## Népesség
A település népessége az elmúlt években az alábbi módon változott:
| Lakosok száma | 433  | 897  | 637  | 597  | 708  | 573  | 525  | 525  | 554  | 592  |
|               | 1968 | 1982 | 1999 | 2006 | 2011 | 2015 | 2017 | 2018 | 2020 | 2022 |